# Maksym Syrota
Maksym Ołeksandrowycz Syrota, ukr. Максим Олександрович Сирота (ur. 27 lipca 1987, w Ałuszcie, w obwodzie krymskim) – ukraiński piłkarz, grający na pozycji pomocnika.

## Kariera piłkarska

### Kariera klubowa
Wychowanek Ałuston-98 Ałuszta, a potem Szachtara Donieck, barwy którego bronił w juniorskich mistrzostwach Ukrainy (DJuFL). W 2005 rozpoczął karierę piłkarską w Dinamie Moskwa, ale występował tylko w drużynie rezerwowej klubu. Podczas przerwy zimowej sezonu 2007/08 został piłkarzem FK Ołeksandrija. W marcu 2010 jako wolny agent podpisał kontrakt z klubem Tawrija Symferopol. Latem 2010 otrzymał status wolnego agenta i wkrótce zasilił skład Zirki Kirowohrad. Latem 2012 przeniósł się do klubu Naftowyk-Ukrnafta Ochtyrka.

### Kariera reprezentacyjna
Rozegrał jeden mecz w juniorskiej reprezentacji Ukrainy w 2004.